# Dilonchus
Dilonchus pictus es una  especie de coleóptero adéfago de la familia Carabidae y el único miembro del género monotípico Dilonchus.